# Đội tuyển bóng đá quốc gia Các Tiểu vương quốc Ả Rập Thống nhất
Đội tuyển bóng đá quốc gia Các Tiểu vương quốc Ả Rập Thống nhất là đội tuyển bóng đá nam đại diện cho Các Tiểu vương quốc Ả Rập Thống nhất tại các giải đấu bóng đá quốc tế. Đội tuyển được quản lý bởi Hiệp hội bóng đá Các Tiểu vương quốc Ả Rập Thống nhất (UAEFA). 
Thành tích tốt nhất của đội cho đến nay là ngôi vị á quân Asian Cup 1996. Đội đã một lần tham dự World Cup là vào năm 1990. Tại giải năm đó, đội để thua cả 3 trận trước Tây Đức, Nam Tư và Colombia, qua đó dừng bước ở vòng bảng.

## Cán sự
Lần cập nhật về ban huấn luyện và ban y tế: tháng 3 năm 2019.

### Ban huấn luyện
| Huấn luyện trưởng      | Paulo Bento        |
| Trợ lý huấn luyện viên | Murshid Waleed     |
| Trợ lý huấn luyện viên | Amir Utbah         |
| Huấn luyện thể lực     | Khaleed Al-Thani   |
| Huấn luyện thủ môn     | Abdullah Ashraf    |
| Chỉ đạo kỹ thuật       | Khalifa Al-Jaadani |

### Ban y tế
| Chỉ đạo trị liệu | Sultan Al-Ghul |
| Điều trị vật lý  | Khalil Muftah  |
| Điều trị vật lý  | Rashid Hameed  |

### Cầu thủ
Những cầu thủ sau đây đã hoàn thành vòng loại AFC Asian Cup 2027.
Số lần khoác áo và bàn thắng chính xác tính đến ngày 11 tháng 6 năm 2024, sau trận đấu với  Bahrain.

| Số | VT | Cầu thủ            | Ngày sinh (tuổi)  | Trận | Bàn | Câu lạc bộ     |
| -- | -- | ------------------ | ----------------- | ---- | --- | -------------- |
| 1  | TM | Ali Khasif         | 9 tháng 6, 1987   | 72   | 0   | Al Jazira      |
| 17 | TM | Khalid Eisa        | 15 tháng 9, 1989  | 77   | 0   | Al Ain         |
| 22 | TM | Khaled Tawhid      | 16 tháng 2, 2004  | 1    | 0   | Sharjah        |
|    |    |                    |                   |      |     |                |
| 2  | HV | Abdulla Idrees     | 16 tháng 8, 1999  | 15   | 0   | Al Jazira      |
| 3  | HV | Zayed Sultan       | 11 tháng 4, 2001  | 11   | 1   | Al Jazira      |
| 4  | HV | Khalid Al-Hashemi  | 18 tháng 3, 1997  | 16   | 0   | Al Ain         |
| 12 | HV | Abdulrahman Saleh  | 13 tháng 10, 2002 | 2    | 0   | Al Wasl        |
| 13 | HV | Mohammed Al-Attas  | 5 tháng 8, 1997   | 29   | 1   | Al Jazira      |
| 19 | HV | Khamis Al-Mansoori | 15 tháng 1, 2004  | 0    | 0   | Baniyas        |
| 20 | HV | Bader Nasser       | 16 tháng 9, 2001  | 13   | 0   | Shabab Al Ahli |
|    |    |                    |                   |      |     |                |
| 5  | TV | Ali Salmeen        | 2 tháng 4, 1995   | 62   | 3   | Al Wasl        |
| 6  | TV | Majid Rashid       | 16 tháng 5, 2000  | 17   | 0   | Sharjah        |
| 8  | TV | Tahnoon Al-Zaabi   | 10 tháng 4, 1999  | 30   | 1   | Al Wahda       |
| 14 | TV | Abdulla Hamad      | 18 tháng 9, 2001  | 16   | 0   | Al Wahda       |
| 15 | TV | Isam Faiz          | 6 tháng 3, 2000   | 2    | 0   | Ajman          |
| 16 | TV | Mubarak Zamah      | 29 tháng 11, 2003 | 3    | 0   | Al Jazira      |
| 18 | TV | Hazem Mohammad     | 18 tháng 3, 2005  | 4    | 1   | Al Ain         |
|    |    |                    |                   |      |     |                |
| 7  | TĐ | Ali Saleh          | 22 tháng 1, 2000  | 38   | 5   | Al Wasl        |
| 9  | TĐ | Harib Abdalla      | 26 tháng 11, 2002 | 26   | 4   | Shabab Al Ahli |
| 10 | TĐ | Yahya Al Ghassani  | 18 tháng 4, 1998  | 19   | 5   | Shabab Al Ahli |
| 11 | TĐ | Mohammed Jumaa     | 28 tháng 1, 1997  | 10   | 1   | Shabab Al Ahli |
| 21 | TĐ | Fahad Badr         | 9 tháng 3, 2001   | 2    | 0   | Emirates       |
| 23 | TĐ | Sultan Adil        | 4 tháng 5, 2004   | 11   | 6   | Kalba          |

### Triệu tập gần nhất
| Vt | Cầu thủ             | Ngày sinh (tuổi)  | Số trận | Bt | Câu lạc bộ     | Lần cuối triệu tập               |
| --- | ------------------- | ----------------- | ------- | -- | -------------- | -------------------------------- |
| TM | Hassan Hamza        | 10 tháng 11, 1994 | 0       | 0  | Shabab Al Ahli | v. Tajikistan, 28 January 2024   |
| TM | Adel Al-Hosani      | 23 tháng 8, 1989  | 1       | 0  | Sharjah        | v. Costa Rica, 12 September 2023 |
| |                     |                   |         |    |                |                                  |
| HV | Khalifa Al-Hammadi  | 7 tháng 11, 1998  | 43      | 2  | Al Jazira      | v. Yemen, 26 March 2024          |
| HV | Ahmad Jamil         | 16 tháng 1, 1999  | 10      | 0  | Shabab Al Ahli | v. Yemen, 26 March 2024          |
| HV | Khaled Ibrahim      | 17 tháng 1, 1997  | 14      | 0  | Sharjah        | v. Yemen, 26 March 2024          |
| HV | Omar Haikal         | 19 tháng 11, 2002 | 0       | 0  | Al Wasl        | v. Kyrgyzstan, 30 December 2023  |
| HV | Yousif Al-Mheiri    | 30 tháng 11, 1999 | 0       | 0  | Al Wasl        | v. Kyrgyzstan, 30 December 2023  |
| HV | Khalid Butti        | 31 tháng 8, 1991  | 0       | 0  | Al Wahda       | v. Bahrain, 21 November 2023     |
| HV | Abdullah Al-Hashmi  | 19 tháng 1, 2001  | 0       | 0  | Al Jazira      | v. Liban, 17 October 2023        |
| HV | Ali Al-Dhanhani     | 1 tháng 6, 1991   | 0       | 0  | Al Bataeh      | v. Kuwait, 12 October 2023       |
| HV | Al Hassan Saleh     | 25 tháng 6, 1991  | 12      | 0  | Sharjah        | v. Costa Rica, 12 September 2023 |
| HV | Ahmed Barman        | 5 tháng 2, 1994   | 19      | 1  | Al Ain         | v. Costa Rica, 12 September 2023 |
| HV | Bandar Al-Ahbabi    | 9 tháng 7, 1990   | 45      | 2  | Al Ain         | v. Costa Rica, 12 September 2023 |
| HV | Walid Abbas         | 11 tháng 6, 1985  | 106     | 6  | Shabab Al Ahli | v. Costa Rica, 12 September 2023 |
| |                     |                   |         |    |                |                                  |
| TV | Mohammed Abbas      | 30 tháng 9, 2002  | 6       | 0  | Al Ain         | v. Nepal, 6 June 2024            |
| TV | Yahia Nader         | 11 tháng 9, 1998  | 10      | 0  | Al Ain         | v. Nepal, 6 June 2024            |
| TV | Abdullah Ramadan    | 7 tháng 3, 1998   | 46      | 1  | Al Jazira      | v. Tajikistan, 28 January 2024   |
| TV | Ahmed Mahmoud       | 6 tháng 1, 2001   | 0       | 0  | Al Jazira      | v. Liban, 17 October 2023        |
| TV | Mohammed Abdulbasit | 19 tháng 10, 1995 | 5       | 0  | Sharjah        | v. Costa Rica, 12 September 2023 |
| |                     |                   |         |    |                |                                  |
| TĐ | Fábio Lima          | 30 tháng 6, 1993  | 30      | 12 | Al Wasl        | v. Yemen, 26 March 2024          |
| TĐ | Caio Canedo         | 9 tháng 8, 1990   | 43      | 9  | Al Wasl        | v. Yemen, 26 March 2024          |
| TĐ | Ali Mabkhout        | 5 tháng 10, 1990  | 114     | 85 | Al Jazira      | v. Palestine, 18 January 2024    |
| TĐ | Eisa Khalfan        | 12 tháng 3, 2003  | 0       | 0  | Al Ain         | v. Kyrgyzstan, 30 December 2023  |
| TĐ | Ahmed Al-Attas      | 28 tháng 9, 1995  | 11      | 1  | Al Jazira      | v. Kuwait, 12 October 2023       |
| SUS Vắng mặt ở trận kế tiếp INJ Rút lui do chấn thương PRE Đội hình sơ bộ RET Đã chia tay đội tuyển quốc gia |                     |                   |         |    |                |                                  |

## Đối đầu
Tính đến 26 tháng 3 năm 2019.
| Đội                | St  | T   | H   | B   | Bt  | Bb  | Hs  |
| ------------------ | --- | --- | --- | --- | --- | --- | --- |
| Algérie            | 7   | 2   | 2   | 3   | 5   | 5   | 0   |
| Andorra            | 1   | 0   | 1   | 0   | 0   | 0   | 0   |
| Angola             | 1   | 0   | 0   | 1   | 0   | 2   | −2  |
| Armenia            | 1   | 0   | 0   | 1   | 3   | 4   | −1  |
| Úc                 | 6   | 1   | 2   | 3   | 1   | 5   | −4  |
| Azerbaijan         | 1   | 0   | 1   | 0   | 3   | 3   | 0   |
| Bahrain            | 31  | 13  | 6   | 12  | 54  | 45  | +9  |
| Bangladesh         | 5   | 5   | 0   | 0   | 21  | 1   | +20 |
| Belarus            | 2   | 1   | 0   | 1   | 3   | 3   | 0   |
| Bénin              | 2   | 0   | 1   | 1   | 0   | 1   | −1  |
| Bolivia            | 1   | 0   | 1   | 0   | 0   | 0   | 0   |
| Brasil             | 1   | 0   | 0   | 1   | 0   | 8   | −8  |
| Brunei             | 2   | 2   | 0   | 0   | 16  | 0   | +16 |
| Bulgaria           | 6   | 1   | 0   | 5   | 4   | 14  | −10 |
| Chile              | 1   | 0   | 0   | 1   | 0   | 2   | −2  |
| Trung Quốc         | 11  | 2   | 5   | 4   | 7   | 17  | −10 |
| Colombia           | 1   | 0   | 0   | 1   | 0   | 2   | −2  |
| Cộng hòa Séc       | 2   | 0   | 1   | 1   | 1   | 6   | −5  |
| Đan Mạch           | 1   | 0   | 1   | 0   | 1   | 1   | 0   |
| Ai Cập             | 9   | 1   | 4   | 4   | 6   | 10  | −4  |
| Estonia            | 2   | 1   | 1   | 0   | 4   | 3   | +1  |
| Phần Lan           | 1   | 0   | 1   | 0   | 1   | 1   | 0   |
| Gabon              | 1   | 0   | 0   | 1   | 0   | 1   | −1  |
| Gruzia             | 1   | 1   | 0   | 0   | 1   | 0   | +1  |
| Đức                | 3   | 0   | 0   | 3   | 3   | 14  | −11 |
| Haiti              | 1   | 0   | 0   | 1   | 0   | 1   | −1  |
| Honduras           | 3   | 0   | 2   | 1   | 1   | 2   | −1  |
| Hồng Kông          | 3   | 2   | 1   | 0   | 9   | 1   | +8  |
| Hungary            | 2   | 0   | 0   | 2   | 1   | 6   | −5  |
| Iceland            | 3   | 1   | 0   | 2   | 2   | 3   | −1  |
| Ấn Độ              | 13  | 9   | 2   | 2   | 26  | 7   | +19 |
| Indonesia          | 4   | 2   | 1   | 1   | 8   | 8   | 0   |
| Iran               | 16  | 1   | 3   | 12  | 4   | 24  | −20 |
| Iraq               | 32  | 8   | 13  | 11  | 32  | 47  | −15 |
| Nhật Bản           | 20  | 5   | 9   | 6   | 18  | 22  | −4  |
| Jordan             | 17  | 10  | 4   | 3   | 25  | 14  | +11 |
| Kazakhstan         | 3   | 2   | 0   | 1   | 9   | 5   | +4  |
| Kenya              | 1   | 0   | 1   | 0   | 2   | 2   | 0   |
| Kuwait             | 42  | 16  | 8   | 18  | 49  | 76  | −27 |
| Kyrgyzstan         | 1   | 1   | 0   | 0   | 3   | 2   | +1  |
| Lào                | 3   | 3   | 0   | 0   | 9   | 0   | +9  |
| Liban              | 11  | 7   | 3   | 1   | 23  | 13  | +10 |
| Libya              | 4   | 1   | 2   | 1   | 8   | 5   | +3  |
| Litva              | 1   | 0   | 1   | 0   | 1   | 1   | 0   |
| Malaysia           | 10  | 8   | 0   | 2   | 26  | 6   | +20 |
| Mali               | 1   | 0   | 1   | 0   | 0   | 0   | 0   |
| Malta              | 2   | 0   | 2   | 0   | 1   | 1   | 0   |
| México             | 1   | 0   | 1   | 0   | 2   | 2   | 0   |
| Moldova            | 1   | 1   | 0   | 0   | 3   | 2   | +1  |
| Maroc              | 4   | 1   | 3   | 0   | 4   | 3   | +1  |
| Myanmar            | 2   | 2   | 0   | 0   | 3   | 0   | +3  |
| Nepal              | 1   | 1   | 0   | 0   | 11  | 0   | +11 |
| New Zealand        | 2   | 2   | 0   | 0   | 3   | 0   | +3  |
| Niger              | 1   | 1   | 0   | 0   | 4   | 0   | +4  |
| CHDCND Triều Tiên  | 11  | 3   | 4   | 4   | 8   | 11  | −3  |
| Na Uy              | 3   | 0   | 2   | 1   | 2   | 5   | −3  |
| Oman               | 33  | 15  | 12  | 6   | 45  | 24  | +21 |
| Pakistan           | 5   | 5   | 0   | 0   | 17  | 4   | +13 |
| Palestine          | 5   | 2   | 2   | 1   | 6   | 2   | +4  |
| Paraguay           | 1   | 0   | 1   | 0   | 0   | 0   | 0   |
| Perú               | 1   | 0   | 1   | 0   | 0   | 0   | 0   |
| Philippines        | 1   | 1   | 0   | 0   | 4   | 0   | +4  |
| Ba Lan             | 3   | 0   | 0   | 3   | 2   | 10  | −8  |
| Qatar              | 30  | 10  | 8   | 12  | 33  | 36  | −3  |
| România            | 1   | 1   | 0   | 0   | 2   | 1   | +1  |
| Nga                | 1   | 0   | 0   | 1   | 0   | 1   | −1  |
| Ả Rập Xê Út        | 38  | 8   | 8   | 22  | 26  | 55  | −29 |
| Serbia             | 1   | 0   | 0   | 1   | 1   | 4   | −3  |
| Sénégal            | 4   | 1   | 2   | 1   | 7   | 8   | −1  |
| Singapore          | 6   | 5   | 1   | 0   | 16  | 5   | +11 |
| Slovakia           | 3   | 0   | 0   | 3   | 2   | 5   | −3  |
| Slovenia           | 2   | 0   | 2   | 0   | 3   | 3   | 0   |
| Nam Phi            | 1   | 1   | 0   | 0   | 1   | 0   | +1  |
| Hàn Quốc           | 21  | 2   | 6   | 13  | 16  | 41  | −25 |
| Sri Lanka          | 7   | 7   | 0   | 0   | 30  | 2   | +28 |
| Sudan              | 2   | 2   | 0   | 0   | 6   | 2   | +4  |
| Thụy Điển          | 2   | 1   | 0   | 1   | 2   | 3   | −1  |
| Thụy Sĩ            | 4   | 1   | 0   | 3   | 2   | 5   | −3  |
| Syria              | 21  | 11  | 7   | 3   | 32  | 16  | +16 |
| Thái Lan           | 10  | 6   | 3   | 1   | 15  | 9   | +6  |
| Đông Timor         | 2   | 2   | 0   | 0   | 9   | 0   | +9  |
| Togo               | 2   | 1   | 0   | 1   | 3   | 5   | −2  |
| Trinidad và Tobago | 2   | 0   | 1   | 1   | 3   | 5   | −2  |
| Tunisia            | 5   | 0   | 0   | 5   | 2   | 11  | −9  |
| Turkmenistan       | 4   | 2   | 1   | 1   | 9   | 4   | +5  |
| Ukraina            | 1   | 0   | 1   | 0   | 1   | 1   | 0   |
| Uruguay            | 1   | 0   | 0   | 1   | 0   | 2   | −2  |
| Uzbekistan         | 16  | 9   | 4   | 3   | 24  | 17  | +7  |
| Venezuela          | 1   | 0   | 0   | 1   | 0   | 2   | −2  |
| Việt Nam           | 5   | 4   | 0   | 2   | 13  | 3   | +3  |
| Yemen              | 12  | 9   | 0   | 3   | 26  | 13  | +13 |
| Tổng               | 575 | 225 | 149 | 202 | 772 | 697 | +72 |

## Giải đấu
| Cúp thế giới  | Cúp thế giới                        | Cúp thế giới                        | Cúp thế giới                        | Cúp thế giới                        | Cúp thế giới                        | Cúp thế giới                        | Cúp thế giới                        | Cúp thế giới                        |
| Năm           | Vòng                                | Hạng                                | Trận                                | Trận thắng                          | Trận hòa                            | Trận thua                           | Bàn thắng                           | Bàn thua                            |
| ------------- | ----------------------------------- | ----------------------------------- | ----------------------------------- | ----------------------------------- | ----------------------------------- | ----------------------------------- | ----------------------------------- | ----------------------------------- |
| 1930 đến 1970 | Không tham dự, là thuộc địa của Anh | Không tham dự, là thuộc địa của Anh | Không tham dự, là thuộc địa của Anh | Không tham dự, là thuộc địa của Anh | Không tham dự, là thuộc địa của Anh | Không tham dự, là thuộc địa của Anh | Không tham dự, là thuộc địa của Anh | Không tham dự, là thuộc địa của Anh |
| 1974          | Không tham dự                       | Không tham dự                       | Không tham dự                       | Không tham dự                       | Không tham dự                       | Không tham dự                       | Không tham dự                       | Không tham dự                       |
| 1978          | Bỏ cuộc                             | Bỏ cuộc                             | Bỏ cuộc                             | Bỏ cuộc                             | Bỏ cuộc                             | Bỏ cuộc                             | Bỏ cuộc                             | Bỏ cuộc                             |
| 1982          | Không tham dự                       | Không tham dự                       | Không tham dự                       | Không tham dự                       | Không tham dự                       | Không tham dự                       | Không tham dự                       | Không tham dự                       |
| 1986          | Không vượt qua vòng loại            | Không vượt qua vòng loại            | Không vượt qua vòng loại            | Không vượt qua vòng loại            | Không vượt qua vòng loại            | Không vượt qua vòng loại            | Không vượt qua vòng loại            | Không vượt qua vòng loại            |
| 1990          | Vòng 1                              | 24                                  | 3                                   | 0                                   | 0                                   | 3                                   | 2                                   | 11                                  |
| 1994 đến 2022 | Không vượt qua vòng loại            | Không vượt qua vòng loại            | Không vượt qua vòng loại            | Không vượt qua vòng loại            | Không vượt qua vòng loại            | Không vượt qua vòng loại            | Không vượt qua vòng loại            | Không vượt qua vòng loại            |
| 2026 đến 2034 | Chưa xác định                       | Chưa xác định                       | Chưa xác định                       | Chưa xác định                       | Chưa xác định                       | Chưa xác định                       | Chưa xác định                       | Chưa xác định                       |
| Tổng          |                                     |                                     | 3                                   | 0                                   | 0                                   | 3                                   | 2                                   | 11                                  |

| Cúp châu Á    | Cúp châu Á                          | Cúp châu Á                          | Cúp châu Á                          | Cúp châu Á                          | Cúp châu Á                          | Cúp châu Á                          | Cúp châu Á                          |
| Năm           | Vòng                                | Trận                                | Trận thắng                          | Trận hòa                            | Trận thua                           | Bàn thắng                           | Bàn thua                            |
| ------------- | ----------------------------------- | ----------------------------------- | ----------------------------------- | ----------------------------------- | ----------------------------------- | ----------------------------------- | ----------------------------------- |
| 1956 đến 1972 | Không tham dự, là thuộc địa của Anh | Không tham dự, là thuộc địa của Anh | Không tham dự, là thuộc địa của Anh | Không tham dự, là thuộc địa của Anh | Không tham dự, là thuộc địa của Anh | Không tham dự, là thuộc địa của Anh | Không tham dự, là thuộc địa của Anh |
| 1976          | Không tham dự                       | Không tham dự                       | Không tham dự                       | Không tham dự                       | Không tham dự                       | Không tham dự                       | Không tham dự                       |
| 1980          | Vòng 1                              | 4                                   | 0                                   | 1                                   | 3                                   | 3                                   | 9                                   |
| 1984          | Vòng 1                              | 4                                   | 2                                   | 0                                   | 2                                   | 3                                   | 8                                   |
| 1988          | Vòng 1                              | 4                                   | 1                                   | 0                                   | 3                                   | 2                                   | 4                                   |
| 1992          | Hạng 4                              | 5                                   | 1                                   | 3                                   | 1                                   | 3                                   | 4                                   |
| 1996          | Á quân                              | 6                                   | 4                                   | 2                                   | 0                                   | 8                                   | 3                                   |
| 2000          | Không vượt qua vòng loại            | Không vượt qua vòng loại            | Không vượt qua vòng loại            | Không vượt qua vòng loại            | Không vượt qua vòng loại            | Không vượt qua vòng loại            | Không vượt qua vòng loại            |
| 2004          | Vòng 1                              | 3                                   | 0                                   | 1                                   | 2                                   | 1                                   | 5                                   |
| 2007          | Vòng 1                              | 3                                   | 1                                   | 0                                   | 2                                   | 2                                   | 6                                   |
| 2011          | Vòng 1                              | 3                                   | 0                                   | 1                                   | 2                                   | 0                                   | 4                                   |
| 2015          | Hạng 3                              | 6                                   | 3                                   | 1                                   | 2                                   | 10                                  | 8                                   |
| 2019          | Bán kết                             | 6                                   | 3                                   | 2                                   | 1                                   | 8                                   | 8                                   |
| 2023          | Vòng 2                              | 4                                   | 1                                   | 2                                   | 1                                   | 6                                   | 5                                   |
| 2027          | Vượt qua vòng loại                  | Vượt qua vòng loại                  | Vượt qua vòng loại                  | Vượt qua vòng loại                  | Vượt qua vòng loại                  | Vượt qua vòng loại                  | Vượt qua vòng loại                  |
| Tổng          |                                     | 46                                  | 16                                  | 12                                  | 18                                  | 46                                  | 61                                  |

| Cúp Liên đoàn các châu lục | Cúp Liên đoàn các châu lục | Cúp Liên đoàn các châu lục | Cúp Liên đoàn các châu lục | Cúp Liên đoàn các châu lục | Cúp Liên đoàn các châu lục | Cúp Liên đoàn các châu lục | Cúp Liên đoàn các châu lục | Cúp Liên đoàn các châu lục |
| Năm                        | Vòng                       | Hạng                       | Trận                       | Trận thắng                 | Trận hòa                   | Trận thua                  | Bàn thắng                  | Bàn thua                   |
| -------------------------- | -------------------------- | -------------------------- | -------------------------- | -------------------------- | -------------------------- | -------------------------- | -------------------------- | -------------------------- |
| 1992 và 1995               | Không giành quyền tham dự  | Không giành quyền tham dự  | Không giành quyền tham dự  | Không giành quyền tham dự  | Không giành quyền tham dự  | Không giành quyền tham dự  | Không giành quyền tham dự  | Không giành quyền tham dự  |
| 1997                       | Vòng bảng                  | 6                          | 3                          | 1                          | 0                          | 2                          | 2                          | 8                          |
| 1999 đến 2017              | Không giành quyền tham dự  | Không giành quyền tham dự  | Không giành quyền tham dự  | Không giành quyền tham dự  | Không giành quyền tham dự  | Không giành quyền tham dự  | Không giành quyền tham dự  | Không giành quyền tham dự  |
| Tổng                       |                            |                            | 3                          | 1                          | 0                          | 2                          | 2                          | 8                          |

| Cúp vịnh Ả Rập | Cúp vịnh Ả Rập | Cúp vịnh Ả Rập | Cúp vịnh Ả Rập | Cúp vịnh Ả Rập | Cúp vịnh Ả Rập | Cúp vịnh Ả Rập | Cúp vịnh Ả Rập |
| Năm            | Vòng           | Trận           | Trận thắng     | Trận hòa       | Trận thua      | Bàn thắng      | Bàn thua       |
| -------------- | -------------- | -------------- | -------------- | -------------- | -------------- | -------------- | -------------- |
| 1972           | Hạng 3         | 3              | 1              | 0              | 2              | 1              | 11             |
| 1974           | Hạng 4         | 4              | 1              | 1              | 2              | 5              | 9              |
| 1976           | Hạng 5         | 6              | 0              | 2              | 4              | 4              | 13             |
| 1979           | Hạng 6         | 6              | 1              | 0              | 5              | 5              | 18             |
| 1982           | Hạng 3         | 5              | 3              | 0              | 2              | 7              | 6              |
| 1984           | Hạng 4         | 6              | 2              | 3              | 1              | 5              | 4              |
| 1986           | Á quân         | 6              | 3              | 2              | 1              | 10             | 7              |
| 1988           | Á quân         | 6              | 3              | 2              | 1              | 7              | 4              |
| 1990           | Hạng 5         | 4              | 0              | 2              | 2              | 2              | 8              |
| 1992           | Hạng 4         | 5              | 3              | 0              | 2              | 4              | 3              |
| 1994           | Á quân         | 5              | 3              | 2              | 0              | 7              | 1              |
| 1996           | Hạng 4         | 5              | 1              | 3              | 1              | 5              | 5              |
| 1998           | Hạng 3         | 5              | 2              | 1              | 2              | 5              | 7              |
| 2002           | Hạng 6         | 5              | 1              | 0              | 4              | 3              | 7              |
| 2003           | Hạng 5         | 6              | 2              | 1              | 3              | 6              | 7              |
| 2004           | Vòng bảng      | 3              | 0              | 2              | 1              | 4              | 5              |
| 2007           | Vô địch        | 5              | 4              | 0              | 1              | 8              | 1              |
| 2009           | Vòng bảng      | 3              | 1              | 1              | 1              | 3              | 4              |
| 2010           | Bán kết        | 4              | 1              | 2              | 1              | 3              | 2              |
| 2013           | Vô địch        | 5              | 5              | 0              | 0              | 10             | 3              |
| 2014           | Hạng 3         | 5              | 2              | 2              | 1              | 7              | 5              |
| 2017           | Á quân         | 5              | 1              | 4              | 0              | 1              | 0              |
| 2019           | Vòng bảng      | 3              | 1              | 0              | 2              | 5              | 6              |
| Tổng           |                | 111            | 41             | 28             | 39             | 117            | 135            |

| Đại hội Thể thao châu Á | Đại hội Thể thao châu Á | Đại hội Thể thao châu Á | Đại hội Thể thao châu Á | Đại hội Thể thao châu Á | Đại hội Thể thao châu Á | Đại hội Thể thao châu Á | Đại hội Thể thao châu Á |
| Năm                     | Vòng                    | Trận                    | Trận thắng              | Trận hòa                | Trận thua               | Bàn thắng               | Bàn thua                |
| ----------------------- | ----------------------- | ----------------------- | ----------------------- | ----------------------- | ----------------------- | ----------------------- | ----------------------- |
| 1986                    | Tứ kết                  | 5                       | 3                       | 2                       | 0                       | 7                       | 4                       |
| 1990                    | Không tham dự           | Không tham dự           | Không tham dự           | Không tham dự           | Không tham dự           | Không tham dự           | Không tham dự           |
| 1994                    | Tứ kết                  | 4                       | 1                       | 2                       | 1                       | 6                       | 5                       |
| 1998                    | Vòng bảng               | 4                       | 1                       | 1                       | 2                       | 5                       | 10                      |
| Tổng                    |                         | 13                      | 5                       | 5                       | 3                       | 18                      | 19                      |

| Cúp Ả Rập     | Cúp Ả Rập     | Cúp Ả Rập     | Cúp Ả Rập     | Cúp Ả Rập     | Cúp Ả Rập     | Cúp Ả Rập     | Cúp Ả Rập     |
| Năm           | Vòng          | Trận          | Trận thắng    | Trận hòa      | Trận thua     | Bàn thắng     | Bàn thua      |
| ------------- | ------------- | ------------- | ------------- | ------------- | ------------- | ------------- | ------------- |
| 1985 đến 1992 | Không tham dự | Không tham dự | Không tham dự | Không tham dự | Không tham dự | Không tham dự | Không tham dự |
| 1998          | Hạng 4        | 4             | 1             | 0             | 3             | 6             | 8             |
| 2002 và 2012  | Không tham dự | Không tham dự | Không tham dự | Không tham dự | Không tham dự | Không tham dự | Không tham dự |
| 2021          | Tứ kết        | 4             | 2             | 0             | 2             | 3             | 7             |
| Tổng          |               | 8             | 3             | 0             | 5             | 9             | 15            |